# Rei Wu de Zhou
O rei Wu, foi o fundador e primeiro rei da dinastia Zhou (em chinês, 周朝 ou Zhōucháo), responsável pela derrubada da anterior dinastia Shang.

## Vida
Nascido Ji Fa, Wu foi o segundo filho de Wen, o governante do estado feudal de Zhou durante os anos finais da dinastia Shang da China Antiga. Sua mãe era Taisi e seu irmão mais velho era Boyi Kao.
Seu pai foi aprisionado pelo rei Zhou da dinastia Shang durante sete anos sob falsas alegações de traição, e Boyi Kao foi executado como parte da punição. Por esse motivo, Ji Fa se tornou herdeiro presuntivo de seu pai. Após oferecer tributos ao rei como reparação, Ji Chang foi libertado e promovido à posição de conde do Ocidente, mas seguiu planejando a sua vingança contra a dinastia Shang. Ele passou os próximos seis anos preparando suas forças, reunindo aliados e conquistando alguns estados aliados aos Shang, aumentando enormemente a sua influência. No seu penúltimo ano de vida, ele transferiu a capital do estado de Zhou de Qixia para Feng, colocando a dinastia Shang sob ameaça iminente. No ano seguinte, porém, Ji Chang morreu antes de completar a sua vingança. Ji Fa então assumiu o seu manto de liderança, e quatro anos depois liderou uma aliança de estados descontentes para subjugar a dinastia Shang. Na Batalha de Muye, o exército rebelde obteve uma vitória esmagadora, tendo a maior parte do exército de Shang desertado seu rei em protesto contra a sua tirania. O rei Zhou cometeu suicídio por autoimolação em seu palácio, e Ji Fa tomou sua capital em Zhaoge, dando início à dinastia Zhou.
Após retornar a Feng, Ji Fa - agora chamado oficialmente de rei Wu - transferiu sua capital mais uma vez, para Hao (ou Haojing). Após três anos de reinado, ele morreu de um tumor e foi sucedido por seu filho mais velho, Ji Song, como rei Cheng de Zhou.